# Glypta ejuncida
Glypta ejuncida là một loài tò vò trong họ Ichneumonidae.